# Phytophthora

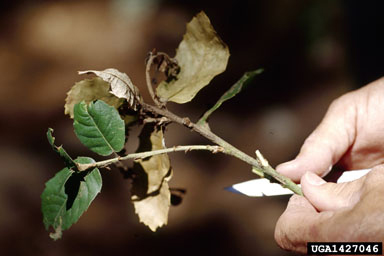
Sudden oak death caused by Phytophthora ramorum

Phytophthora là một chi Oomycetes gây hại cho cây, các loài trong chi này có thể gây hại kinh tế lớn đối với các vụ mùa trên toàn thế giới cũng như gây tổn môi trường hệ sinh thái tự nhiên. Thành tế bào của Phytophthora được cấu tạo bởi cellulose. Chi này được Heinrich Anton de Bary mô tả đầu tiên năm 1875. Có khoảng 100 loài đã được mô tả, mặc dù có khoảng 100–500 loài Phytophthora chưa được mô tả.